# Riesgo químico
El riesgo químico es aquel riesgo susceptible a ser producido por una exposición no controlada de los agentes químicos la cual puede producir efectos agudos o crónicos y la aparición de enfermedades. Los productos químicos tóxicos también pueden provocar consecuencias locales y sistémicas según la naturaleza del producto y la vía de exposición.
En muchos países, los productos químicos peligrosos son lastimosamente tirados a la naturaleza, a menudo con graves consecuencias para los seres humanos y el medio ambiente al ocasionar un riesgo químico. Según de qué producto se trate, las consecuencias pueden ser; graves problemas de salud en los trabajadores, daños a la comunidad y efectos irreparables en el medio ambiente. Hoy en día, la mayoría de los trabajadores están expuestos a algún tipo de riesgo químico ya que se utilizan productos químicos peligrosos en la mayoría de las ramas de la industria.

## Tipos de riesgo químico
| Riesgo                              | Ejemplo                                                                                          |
| Líquidos inflamables y combustibles | Diésel (combustible)                                                                             |
| Gases comprimidos                   | Propano                                                                                          |
| Explosivos                          | T.N.T                                                                                            |
| Peróxidos orgánicos                 | Peróxido de metil etil cetona (utilizado en la fabricación de poliéster)                         |
| Reactivos                           | Peróxido de benzoilo (utilizado como agente blanqueador)                                         |
| Oxidantes                           | Permanganato potásico (utilizado como desinfectante y esterilizante industrial)                  |
| Piróforos                           | Fósforo blanco                                                                                   |
| Cancerígenos                        | Benceno (materia prima para muchos procesos petroquímicos)                                       |
| Toxinas reproductivas               | Plomo, Dioxinas y compuestos similares a las dioxinas                                            |
| Teratógenos                         | Talidomida (fármaco inmunomodulador)                                                             |
| Irritantes                          | Ácido clorhídrico (utilizado en la fabricación de alimentos y el procesamiento de minerales)     |
| Corrosivos                          | Ácido sulfúrico (utilizado en la fabricación de productos químicos)                              |
| Sensibilizantes                     | Látex                                                                                            |
| Hepatotóxicos                       | Tricloroetileno (usado en desengrase de metales y limpieza en seco; históricamente en anestesia) |
| Nefrotoxinas                        | Naproxeno (un AINE)                                                                              |
| Materiales radioactivos             | Sales de uranio, plutonio                                                                        |

## Vías de contaminación

### Inhalación
Las partículas muy finas, los gases y los vapores se mezclan con el aire, penetran en el sistema respiratorio, siendo capaces de llegar hasta los alvéolos pulmonares y de allí pasar a la sangre. Según su naturaleza química provocarán efectos de mayor a menor gravedad atacando a los órganos (cerebro, hígado, riñones, etc.). Y por eso es imprescindible protegerse. Las partículas de mayor tamaño pueden ser filtradas por los pelos y el moco nasal, donde quedarán retenidas. Algunos de los gases tóxicos que actúan por absorción inhalatoria:
- ácido cianhídrico
- monóxido de carbono

- sulfuro de hidrógeno

- vapores de mercurio (véase envenenamiento por mercurio)

Otras intoxicaciones pueden ser producidas por absorción de vapores procedentes de disolventes como:
- benceno

- metanol
- nitrobenceno

### Absorción cutánea
El contacto prolongado de la piel con el tóxico, puede producir intoxicación por absorción cutánea, ya que el tóxico puede atravesar la barrera defensiva y ser distribuido por todo el organismo una vez ingresado al mismo. Son especialmente peligrosos los tóxicos liposolubles como los insecticidas y otros pesticidas...

## Sustancia o materia química peligrosa
Es todo material nocivo o perjudicial, que durante su fabricación, almacenamiento, transporte o uso, puede generar o desprender humos, gases, vapores, polvos o fibras de naturaleza peligrosa, ya sea explosiva, inflamable, tóxica, infecciosa, radiactiva, corrosiva o irritante en cantidad que tengan probabilidad de causar lesiones químicas y daños a personas, instalaciones o medio ambiente.
Según su peligrosidad se clasifican en: 

### Explosivos
Sustancias y preparaciones que de manera espontánea, o previo cebado, puede desarrollar una reacción química que desprenda gases a una temperatura, presión y velocidad tales que ocasione daños a su entorno. Por ejemplo: Nitroglicerina
Precaución: evitar golpes, sacudidas, fricción, flamas o fuentes de calor.

### Inflamables
Sustancias y preparaciones que pueden calentarse y finalmente inflamarse en contacto con el aire a una temperatura normal sin empleo de energía o que, en contacto con el agua o el aire húmedo, desenvuelven gases fácilmente inflamables en cantidades peligrosas.
Por ejemplo: Benceno, Etanol, Acetona, etc.
Precaución: evitar contacto con materiales ignitivos (aire, agua).

### Extremadamente inflamable
Sustancias y preparaciones líquidas, cuyo punto de inflamación se sitúa entre los 21 °C y los 55 °C.
Por ejemplo: Hidrógeno, Etino, Éter etílico, etc.
Precaución: evitar contacto con materiales ignitivos (aire, agua).

### Comburentes
Sustancia que, generalmente liberando oxígeno, puede provocar o facilitar la combustión de otras sustancias en mayor medida que la presencia de aire.
Por ejemplo: Oxígeno, Nitrato de potasio, Peróxido de hidrógeno, etc.
Precaución: evitar su contacto con materiales combustibles.
Peligro de Inflamación: Pueden favorecer los incendios comenzados y dificultar su extinción.

### Corrosivos
Sustancias cuya acción química causa lesiones irreversibles en piel o mucosas, o daños, o la destrucción de materiales inertes en un plazo inferior a las 4 horas..
Por ejemplo: Ácido clorhídrico, Ácido fluorhídrico, etc.
Precaución: No inhalar y evitar el contacto con la piel, ojos y ropas.

### Irritante
Sustancias cuya acción química causa lesiones reversibles en piel o mucosas en un plazo inferior a las cuatro horas.
Por ejemplo: Cloruro de calcio, Carbonato de sodio, etc.
Precaución: los gases no deben ser inhalados
o tocados

### Nocivos
Sustancias y preparaciones que, por inhalación, ingestión o penetración cutánea, pueden implicar riesgos a la salud de forma temporal o alérgica.
Por ejemplo: Etanal, Dicloro-metano, Cloruro de potasio, etc.
Precaución: debe ser evitado el contacto con el cuerpo humano, así como la inhalación de los vapores.

### Tóxicos
Sustancias y preparaciones que, por inhalación, ingestión o penetración cutánea, pueden implicar riesgos graves, agudos o crónicos a la salud.
Por ejemplo: Cloruro de bario, Monóxido de carbono, Metanol, etc.
Precaución: todo el contacto con el cuerpo humano debe ser evitado y en caso de contacto lavar con abundante agua y sal

### Muy tóxicos
Por inhalación, ingesta o absorción a través de la piel, provoca graves problemas de salud e inclusive la muerte.
Por ejemplo: Cianuro, Trióxido de arsenio, Nicotina, etc.
Precaución: todo el contacto con el cuerpo humano debe poder ser evitado.

### Radiactivos
Sustancias que emiten radiaciones nocivas para la salud.

### Peligroso para el medio ambiente
El contacto de esa sustancia con el medio ambiente puede provocar daños al ecosistema a corto o largo plazo.
Precauciones: debido a su riesgo potencial, no debe ser liberado en las cañerías, en el suelo o el medio ambiente. Tratamientos especiales tienen que ser tomados.
Estas sustancias se representan con símbolos de reconocimiento universal, que se denominan pictogramas, que se representan en caracteres negros sobre fondo amarillo, a excepción del que representa sustancias nocivas o irritantes, que se representan sobre fondos naranjas para evitar la confusión con las señales de tránsito.

## Tipos de productos químicos peligrosos
La forma material de un producto químico peligroso puede influir en cómo penetra en el organismo y en alguna medida en el daño que provoca.
Las principales formas materiales de los productos químicos peligrosos son sólidos, polvos, líquidos, vapores y gases.

### Sólidos
Los sólidos son las formas de los productos químicos peligrosos que es probable que ocasionen envenenamiento químico, aunque algunos pueden provocar envenenamiento si tocan la piel o pasan a los alimentos cuando se ingieren. Los productos químicos peligrosos en forma sólida pueden desprender vapores tóxicos que se pueden inhalar, y los sólidos pueden ser inflamables y explosivos, además de corrosivos para la piel. 

### Humos metálicos
Son partículas sólidas que se generan de la condensación fundidos.

### Polvos
Los polvos son pequeñas partículas de sólidos. El principal peligro de los polvos peligrosos es que se pueden respirar y penetrar en los pulmones.
Las partículas más pequeñas son las más peligrosas porque pueden penetrar en los pulmones y tener efectos dañinos, o bien ser absorbidas en la corriente sanguínea y pasar a partes del organismo, o pueden causar lesiones a los ojos.
En determinadas condiciones los polvos pueden explotar, por ejemplo en silos de cereales o en harineras.

### Líquidos
Muchos productos químicos líquidos son peligrosos ya que desprenden vapores que se pueden inhalar y ser sumamente tóxicos, según la sustancia de la que se trate. Algunos productos pueden dañar inmediatamente la piel y otros pasan directamente a través de la piel al torrente sanguíneo por lo que pueden trasladarse a distintas partes del organismo.
Las humedades y los vapores son a menudo invisibles.

### Vapores
Muchas sustancias químicas líquidas se evaporan a temperatura ambiente, lo que significa que forman un vapor y permanecen en el aire. Los vapores de algunos productos químicos pueden irritar los ojos y la piel y su inhalación puede tener consecuencias graves en la salud. Los vapores pueden ser inflamables o explosivos.

### Gases
Sustancia gaseosa a la temperatura de 20 °C y la presión de 101,3 kPa (1 atm). Algunos gases pueden tener propiedades nocivas (tóxicos, corrosivos…) o peligrosas (inflamable, explosivo…). La detección de su presencia por el olor es engañosa: Muchos gases y vapores tienen su umbral de toxicidad por debajo del umbral de olor.

## Actividades en las que se está expuesto a riesgos químicos
- Actividad docente y de investigación en laboratorios.
- Tareas de soldaduras.
- Operaciones de desengrase.
- Operaciones de fundición.
- Destilaciones, rectificaciones y extracciones.
- Limpieza con productos químicos.

## Los efectos de los productos químicos peligrosos en el medio ambiente
Muchas personas no conocen los riesgos de los productos químicos tóxicos, además  a menudo no saben cómo eliminar con seguridad esos desechos químicos. A consecuencia de ello, a menudo se limitan a deshacerse de los desechos químicos en la naturaleza, por ejemplo, en el océano, los ríos, los lagos, los campos, los caminos vecinales, etc. A veces, esos productos peligrosos están en la comunidad en que usted y su familia viven y trabajan, y en los lugares de ocio y descanso. Las sustancias químicas tóxicas que se eliminan inadecuadamente pueden acabar en el agua potable, en los lugares en que juegan los niños, en los terrenos de cultivo o en los alimentos que comemos, etc.
Todos los países están luchando hoy día con el problema de los desechos químicos peligrosos y de cómo eliminarlos permanentemente y con seguridad. La mejor solución que se ha encontrado hasta la fecha es utilizar vertederos aprobados especialmente y bien mantenidos que evitan que las sustancias químicas se filtren al agua subterránea y a las zonas de viviendas o cultivos. Nunca es una solución arrojar los productos químicos al océano, pues pueden tener consecuencias graves: las sustancias pasan a la cadena alimentaria, destruyen la vida marina, vuelven a las orillas, etc.

## La exposición a productos químicos tóxicos
La exposición a productos químicos tóxicos puede provocar también tasas mayores de accidentes laborales. Por ejemplo, los productos químicos como los solventes y los asfixiantes pueden frenar las reacciones de un trabajador al afectar a su sistema nervioso o reducir la cantidad de oxígeno que llega a sus pulmones. La lentitud en reaccionar puede ser muy grave (e incluso fatal) si el trabajador se encuentra en una situación peligrosa que exige una respuesta inmediata. Lamentablemente, cuando sucede un accidente, a menudo la dirección echa la culpa al trabajador, afirmando que no ha tenido cuidado. Esta tendencia a "echar la culpa a la víctima" es otro motivo más para conocer los productos con los que se trabaja, cuidar que se apliquen las adecuadas medidas de control y conocer los derechos que el trabajador tiene. 
"Si se trabaja con productos químicos peligrosos sin las protecciones adecuadas se pueden provocar accidentes graves."

## Evaluación de riesgos
Es un proceso que reúne a disciplinas como química, biología, toxicología, epidemiología y estadísticas en un intento para determinar la severidad de un riesgo para la salud por exposición a una sustancia dada. El primer paso consiste en tratar de identificar el peligro (sin realizar pruebas en animales) examinando datos de exposición y las posibilidades de experimentar un efecto adverso sobre la salud. También se intenta determinar cómo la gente queda expuesta y con qué magnitud.

### Comunicación de riesgos
Facilita la transferencia exacta de información entre los científicos que evalúan el riesgo con las dependencias gubernamentales que lo controlan y el público en general.

### Control de riesgos
Implica ética, igualdad, economía y otras cuestiones que forman parte de las interacciones gubernamentales, políticas y sociales. La eliminación del asbesto en los edificios públicos es un ejemplo de control de un riesgo. Otro ejemplo de control de riesgo es la prohibición del uso de clorofluorurocarbonos (CFC) a causa de los daños que están causando a la capa de ozono de la Tierra.
Cuando evalúe los riesgos de su propia vida, tenga presente que los epidemiólogos han encontrado muy pocos agentes ambientales que estén vinculados claramente al cáncer, por ejemplo. Otro ejemplo es el uso de enjuague bucal con alto contenido de OH (alcoholes) se ha informado que el riesgo de cáncer de la boca aumenta 1,5 veces.

## Normas para reducir el riesgo derivados del almacenamiento
Una forma de controlar y reducir el riesgo asociado a los productos químicos es su almacenamiento en condiciones adecuadas para lo que existen una normas basadas en aspectos técnicos y legales
- Tener en cuenta las características de peligrosidad de los productos y sus incompatibilidades.
- Mantener la cantidad almacenada al mínimo operativo.
- Agrupar y/o separar por compatibilidad química..
- Aislar o confinar los de características especiales.
- Comprobar el etiquetado, estado de los envases, limpieza exterior...
- Llevar un registro actualizado de productos almacenados.
- Emplear armarios de seguridad.

La acumulación de productos químicos en lugares de almacenamiento genera riesgos que pueden y deben eliminarse o reducirse. A este respecto es preciso distinguir las instalaciones industriales con altos volúmenes de sustancias de otros lugares con una limitada capacidad de almacenamiento (laboratorios, hospitales…).
En el caso de recintos industriales, las instalaciones de almacenamiento deben cumplir las normas europea y española. Éstas incluyen normas de almacenamiento, denominadas “Instrucciones técnicas complementarias” o ITC para algunos compuestos específicos. Se puede destacar la obligatoriedad de inscribirse en un Registro de Establecimientos Industriales cuando la cantidad de producto almacenado supera ciertos límites.
En el caso de lugares con una limitada capacidad de almacenamiento (laboratorios, hospitales…) se recomiendan una serie de normas de trabajo básicas.
La gestión de los riesgos de los almacenes de productos químicos supone seguir unas medidas de gestión mínimas:
- -Espacio de almacenamiento adecuado: Las áreas de paso deben estar señalizadas y libres de obstáculos y se limita la altura máxima de apilamiento.
- -Sistema de gestión de los productos almacenados: Además de tener un control del inventario, se recomienda reducir la cantidad de producto almacenado al mínimo admisible.
- -Distribución de los productos teniendo en cuenta las incompatibilidades entre los mismos.
- -Medidas de prevención de accidentes y emergencias: Incluyen sistemas de ventilación, cubetos de retención de vertidos, duchas y lavaojos, sistemas de alarma, equipos de protección…

Un aspecto importante a tener en cuesta es la capacidad de algunos productos químicos para reaccionar entre sí, por lo que es preciso prevenir el riesgo de una reacción incontrolada. para ello se suelen separar los productos químicos en función de su reactividad.
Las incompatibilidades básicas son:
- Ácido-base
- Oxidante-reductor
- Agua-metales alcalinos
- Aire-materiales pirofóricos

A esto se añade la conveniencia de separar los productos tóxicos de los inflamables y explosivos, por lo que el cuadro de incompatibilidades se puede ampliar con una clasificación más detallada de los tipos de sustancias incompatibles.

## Preparación y eliminación de desechos
Los desechos no deben eliminarse directamente.
Un sistema muy usado es agruparlos en diferentes recipientes colectores, clasificando y rotulando cada uno de ellos según el tipo de sustancias que se va a desechar.
Para la posterior eliminación de estos, recomendamos contratar a alguna empresa especializada en la tarea.
Antes de la eliminación de un producto, deben leerse las frases H y las P y toda indicación del fabricante derivada de su manipulación...